# Wählergruppe

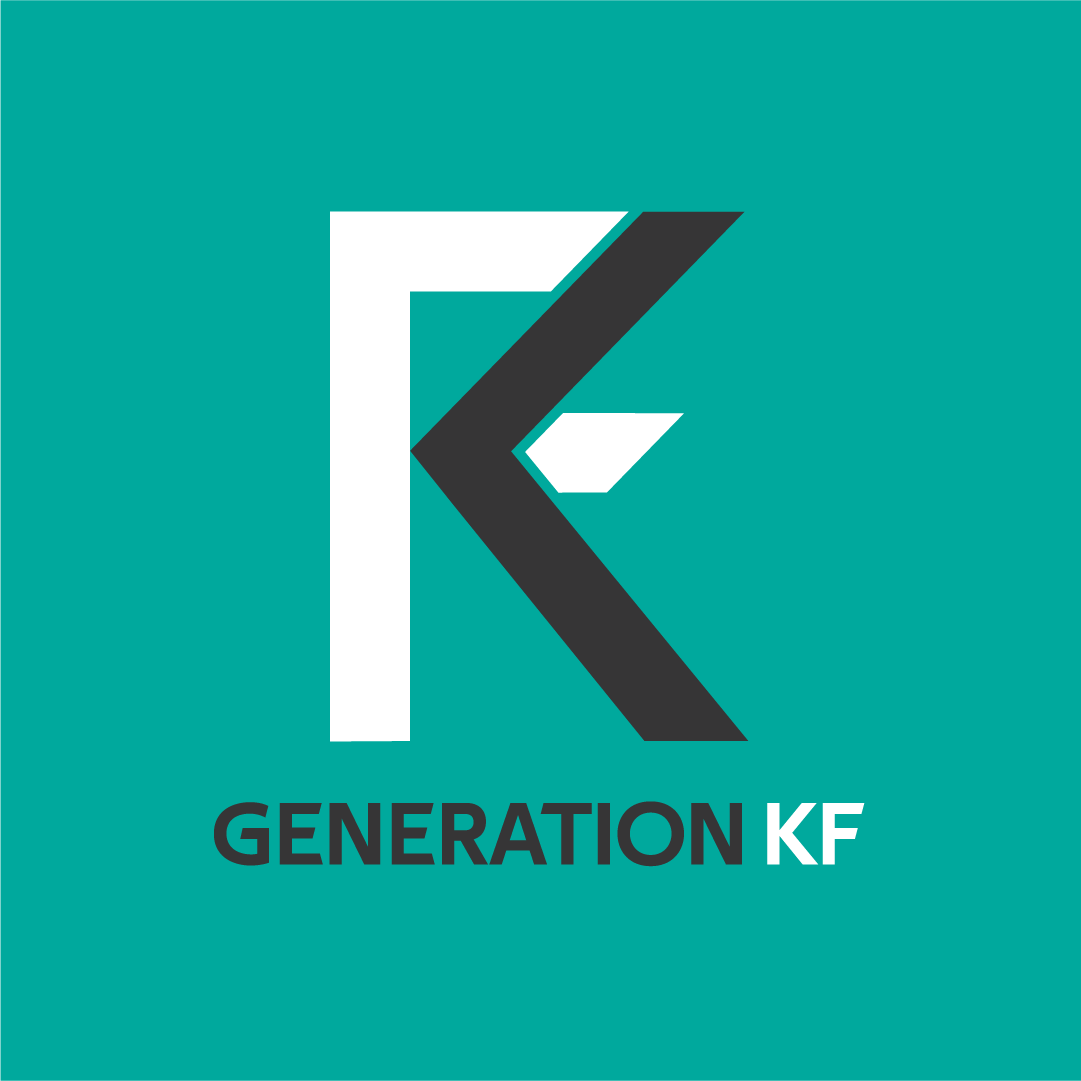
Generation KF, un exemple de Wählergruppe allemand.

En Allemagne, un Wählergruppe (autres dénominations : Wählergemeinschaft, Wählervereinigung, Parteifreie, Rathauspartei) est un groupe de citoyens indépendant se présentant à une élection politique, sans avoir le statut d'un parti politique.
Il y a des Wählergruppen au niveau des communes, des arrondissements et des Länder.
Souvent, mais pas obligatoirement, un Wählergruppe s'organise sous forme d'une association à but non lucratif.
Le plus connu sont les Électeurs libres qui a obtenu des élus au Landtag de Bavière, en se transformant en parti.